# Уорд, Мартин
Мартин Уорд (англ. Martin Ward; род. 11 марта 1988, Вест-Рейнтон, Дарем) — британский английский боксёр, представитель легчайшей и полулёгкой весовых категорий. Выступал за сборные Великобритании и Англии по боксу в 2004—2011 годах, чемпион Англии, победитель и призёр ряда крупных международных турниров. В 2009—2018 годах боксировал на профессиональном уровне, владел титулами чемпиона Англии и Содружества, был претендентом на титул чемпиона мира IBF.

## Биография
Мартин Уорд родился 11 марта 1988 года в деревне Уэст-Рейнтон, графство Дарем. Занимался боксом в клубе Repton ABC.

### Любительская карьера
Впервые заявил о себе в боксе на международном уровне в сезоне 2004 года, когда вошёл в состав английской сборной и превзошёл всех соперников на кадетском турнире «Пюйникки» в Тампере.
В 2005 году выступил на юниорском турнире «Четырёх наций» в Абердине.
В 2007 году одержал победу на кадетском первенстве Евросоюза в Порто-Торресе, стал бронзовым призёром на кадетских европейском первенстве в Шиофоке и мировом первенстве в Баку.
В 2008 году боксировал в наилегчайшем весе на молодёжном чемпионате мира в Гвадалахаре. В матчевой встрече со сборной Ирландии в Уэстпорте уступил по очкам будущему чемпиону мира Карлу Фрэмптону.
В 2009 году в полулёгком весе победил на молодёжном чемпионате Европы в Щецине, взял бронзу на Кубке Бранденбурга во Франкфурте-на-Одере.
В 2010 году выиграл чемпионат Англии в Лондоне в зачёте полулёгкой весовой категории, отметился победой в матчевой встрече со сборной Швеции в Стокгольме.
В 2011 году среди прочего был лучшим в лёгком весе на турнире Альгирдаса Шоцикаса в Каунасе, боксировал на международном турнире Gee-Bee в Хельсинки, где уже в четвертьфинале был остановлен ирландцем Дэвидом Оливером Джойсом.

### Профессиональная карьера
В 2009 году Уорд успешно дебютировал на профессиональном уровне, выиграв у своего соперника по очкам в четырёх раундах. Имея в послужном списке 15 побед и только одно поражение, в 2012 году оспорил вакантный титул чемпиона Англии в легчайшей весовой категории — в итоге выиграл у другого претендента Джейсона Бута единогласным решением судей.
В 2013 году боксировал за вакантный титул чемпиона Великобритании в легчайшем весе, но проиграл техническим нокаутом в пятом раунде Ли Хаскинсу. Позднее выиграл вакантный титул чемпиона Содружества.
Благодаря череде успешных выступлений в 2014 году удостоился права оспорить титул чемпиона мира в легчайшей весовой категории по версии Международной боксёрской федерации (IBF), который на тот момент принадлежал другому англичанину Стюарту Холлу. Уже во втором раунде их противостояния в результате непреднамеренного столкновения головами у Уорда открылось сильное рассечение над правым глазом, из-за чего бой пришлось остановить, и была зафиксирована техническая ничья — таким образом, титул остался в Холла.
В 2015 году Мартин Уорд предпринял попытку завоевать титул чемпиона Великобритании, но уступил раздельным решением действующему чемпиону Джеймсу Диккенсу.
В сентября 2017 года боксировал за титул чемпиона Европейского боксёрского союза (EBU) во втором легчайшем весе.
Завершил спортивную карьеру в 2018 году. В общей сложности провёл среди профессионалов 32 боя, из них 27 выиграл (в том числе 5 досрочно), 4 проиграл, в одном случае была ничья.